# گووستوک
گووستوک (به لاتین: Gołystok) یک روستا در لهستان است که در گمینا ژانشنگک واقع شده‌است.